# 吴家账房
吴家账房又名德裕堂吴悦来缎号，是位于中国江苏省南京市秦淮区门西钓鱼台83、85、87号和93巷1号的一处院落。钓鱼台85号为正宅，因其大厅为账房做生意之地，故称此宅为吴家账房。原为清代中期经营绸缎出口贸易的吴氏所有，现状保存较为完好。建筑占地1600余平方米，包括三路四进（以钓鱼台85号为中路）和后花园（今93巷1号），其中87号屏门上存有翁同龢对联“紫芝朱草寿考宜家，和壁隋珠辉光照国”。2007年时，吴氏家族已居住至第六代。